# C'mon Let Me Ride
C'mon Let Me Ride è un singolo della cantante statunitense Skylar Grey, il primo estratto dal secondo album in studio Don't Look Down e pubblicato l'11 dicembre 2012.

## Descrizione
La canzone ha visto la partecipazione del rapper Eminem (il quale si è anche occupato del missaggio della stessa) e presenta un campionamento della canzone Bicycle Race dei Queen.

## Tracce
Download digitale
1. C'mon Let Me Ride (feat. Eminem) – 3:40

C'mon Let Me Ride (Remixes)
1. C'mon Let Me Ride (feat. Eminem) (Valentino Khan Remix) – 3:08
2. C'mon Let Me Ride (feat. Eminem) (Mikael Weermets & Danny Avila's Trapstep Remix) – 4:14

## Classifiche
| Classifica (2012/13) | Posizione massima |
| -------------------- | ----------------- |
| Belgio (Fiandre)     | 47                |
| Belgio (Vallonia)    | 37                |
| Canada               | 84                |
| Nuova Zelanda        | 17                |